# Магнолія (фільм)
«Магно́лія» (англ. Magnolia) — американський фільм-драма 1999 року, режисера Пола Томаса Андерсона, знятий за його сценарієм. Ролі виконували: Джеремі Блекман, Том Круз, Філіп Бейкер Гол, Філіп Сеймур Гоффман, Ріккі Джей, Вільям Мейсі, Джуліана Мор, Джон Рейлі, Альфред Моліна і Мелора Волтерс. Фільм складається з кількох взаємопов'язаних історій, у яких герої шукають щастя, прощення і сенсу життя в каліфорнійській долині Сан-Фернандо. Кінострічка отримала приз «Золотий ведмідь» за найкращий фільм на 50-му Берлінале у 2000 році.
Український переклад зробила Студія «Омікрон» на замовлення Гуртом.

## Сюжет
У фільмі переплелися трагічні історії дев'ятьох головних героїв, які спокутують свої давні гріхи. Старий і хворий медіа-магнат Ерл Патрідж помирає. Він просить знайти його сина — Френка Макея, якого колись покинув з помираючою матір'ю. Френк веде семінари для чоловіків, щоб допомогти їм спокушати жінок і самим не попасти до їх тенет. Однак, добре поінформована журналістка, яка бере у нього інтерв'ю, змушує його втратити увесь зовнішній блиск, розпитуючи про його особисті проблеми.
Тим часом, поліцейський Джим Каррінг, закохується у наркоманку Клавдію Вілсон Ґейтор, дочку Джиммі Ґейтора — ведучого ігрового шоу на телебаченні, організованого компанією Ерла Партріджа. У цьому шоу троє дітей змагаються з трьома дорослими, набираючи бали за правильні відповіді на запитання з різних галузей знань: музики, хімії і т. д.

## Ролі виконували
- Том Круз — Френк Макей, син Ерла Патріджа
- Джуліанн Мур — Лінда Патрідж, дружина Ерла Патріджа
- Джейсон Робардс — Ерл Патрідж
- Філіп Бейкер Голл[en] — Джиммі Ґейтор
- Джон Рейлі — поліцейський Джим Каррінг
- Мелора Волтерс[en] — Клаудія Вілсон
- Філіп Сеймур Гоффман — Філ Парма
- Альфред Моліна — Соломон Соломон
- Фелісіті Гаффман — Синтія
- Мелінда Діллон — Роза Гейтор
- Джеремі Блекмен[en] — Стенлі Спектор, вундеркінд
- Джим Бівер — меценат

## Музика
Оригінальну музику написав Джон Брайон:
| 1. A Little Library Music/Going to a Show – 5:35 2. Showtime – 10:28 3. Jimmy's Breakdown – 4:24 4. WDKK Theme – 0:45 5. I've Got a Surprise for You Today – 6:12 | 1. Stanley/Frank/Linda's Breakdown – 11:00 2. Chance of Rain – 4:10 3. So Now Then – 3:51 4. Magnolia – 2:12 |

## Нагороди
- 1999 Премія Національної ради кінокритиків США:
  - Найкращий акторський ансамбль
  - Найкращий актор другого плану — Філіп Сеймур Гоффман
  - Найкраща акторка другого плану — Джуліан Мор
- 1999 Премія Асоціації кінокритиків Торонто (Toronto Film Critics Association[en]):
  - Найкращий режисер — Пол Томас Андерсон
  - Найкраща картина
  - Найкращий сценарій — Пол Томас Андерсон
- 2000 Берлінський кінофестиваль, Берлінале-2000
  - «Золотий ведмідь» — Пол Томас Андерсон
  - Нагорода журі читачів «Berliner Morgenpost[en]»: Пол Томас Андерсон
- 2000 Премія Асоціації кінокритиків Чикаго (Chicago Film Critics Association):
  - за найкращу чоловічу роль другого плану[en] — Том Круз
- 2000 Премія Голлівудської асоціації іноземної преси:
  - «Золотий глобус», Найкраща чоловіча роль другого плану — Том Круз
- 2000 Нагорода Міжнародного кінофестивалю у Сан-Себастьяні:
  - Приз ФІПРЕССІ, Фільм року — Пол Томас Андерсон
- 2001 Нагорода Шведського інституту кінематографії
  - Приз «Guldbagge Awards»: найкращий іноземний фільм 2000 року

## Навколо фільму
- На стіні кожної кімнати знятої у фільмі є зображення магнолії.
- У фільмі показано таке рідкісне метеорологічне явище, як дощ з жаб. Дощ жаб був натхненний роботами американського письменника і дослідника аномальних явищ Чарльза Форта (1874—1932). Як розповів актор Філіп Бейкер Голл, коли він був у горах Італії у погану погоду, падав дощ з суміші крапель води, снігу та крихітних жаб. Голл змушений був з'їхати з дороги, поки шторм не пройшов. У сцені дощу з жаб було використано 7900 гумових жаб, інші були домальовані на комп'ютері. Спеціально для захисників тварин повідомили, що у фільмі немає жодної справжньої жаби.